# Andrea Wolf
Andrea Wolf, född 15 februari 1965 i München i Västtyskland, död 23 oktober 1998 i Çatak i Turkiet, var en tysk vänsterradikal aktivist. Hon sympatiserade med Röda armé-fraktionen och var medlem av PKK:s paramilitära organisation. Hon dödades av turkiska styrkor när hon stred med PKK.